# Гаель Андонян
Гаель Андонян (вірм. Գաել Անդոնյան, фр. Gaël Andonian; нар. 7 лютого 1995, Марсель) — вірменський та французький футболіст, захисник клубу «Аяччо» та національної збірної Вірменії.

## Клубна кар'єра
Народився 7 лютого 1995 року в місті Марсель на півдні Франції. Батько Гаеля — Левон Андонян, відомий у місті ріелтор. Мати — уродженка Бельгії. Гаель з дитинства мріяв зіграти за місцевий титулований клуб, і його мрія почала здійснюватися, коли у віці 9 років його взяли в дитячу академію «Марселя». З 2012 року став виступати за дублюючу команду клубу.
За першу команду дебютував 2 листопада 2014 року в матчі Ліги 1 проти «Ланса» (2:1), замінивши Флоріана Товена на останні 10 хвилин. Втім цей матч так і залишився єдиним для Андоняна як у тому сезоні, так і взагалі за весь час його виступів у «Марселі».
20 липня 2015 року Гаель підписав свій перший професійний контракт з «Марселем», а вже 21 жовтня був відданий в оренду в клуб Ліги 2 «Діжон» до кінця сезону, де теж не був основним.
27 січня 2017 року Андонян був відданий в оренду до кінця сезону у грецьку «Верію», зігравши 10 матчів у Суперлізі, втім його команда зайняла останнє місце і понизилась у класі.
Так і не отримавши шансу потрапити до основного складу, після завершення терміну дії контракту 1 липня 2018 Андонян залишив «Марсель».
У вересні 2018 Андонян був на перегляді в команді англійської першої ліги «Сандерленді» та навіть зіграв матч за другий склад клубу. Він справив гарне враження, але клуб не мав грошей на зарплату гравцеві, бо не зміг продати Папі Джілободжі та Дідьє Ндонга, і відмовився підписувати з ним повноцінний контракт.
Лише влітку 2019 франко-вірменин зміг знайти клуб, приєднавшись до «Аяччо» з Ліги 2. Втім, так і не встигнувши дебютувати, він зазнав травми плеча та вибув на тривалий термін.

## Виступи за збірні
2011 року Гаель провів два матчі у складі юнацької збірної Франції до 16 років проти Словенії 5 та 7 квітня.
26 лютого 2015 року президент Федерації футболу Вірменії Рубен Айрапетян заявив, що Андонян прибуде в Єреван 21 березня 2015 року, отримає вірменське громадянство і офіційно приєднається до національної збірної Вірменії.
Дебютував у збірній 29 березня 2015 року в відбірковому матчі на Євро-2016 проти збірної Албанії (1:2).